# 中洲産業大学
『中洲産業大学』（なかすさんぎょうだいがく）は、お笑いタレント・タモリのネタとして登場する架空の大学名である。

## 概要
ネタの内容として、タモリがヨレヨレの背広に野暮なネクタイ、ボサボサの髪に右側のレンズが黒く塗りつぶされた丸眼鏡といういでたちで、中洲産業大学の「タモリ教授」または「森田一義助教授」を名乗り、難解なことをもっともらしく解説しているように装って、まるっきりでたらめな講義を行うというものである。校章は、女性器を模したマークの中央に、旧字の「学」を入れたもの。
ネタの原型は、タモリが学生時代からやっていた大学教授のモノマネである。居候先の友達の兄がミュージシャンで、当時高価だったテープレコーダーやステレオを持っており、それらを使いラジオ番組のパロディを作って遊んでいたが、その中の一つに「朝の教養講座」というレパートリーがあり、「ココアの歴史」などのテーマで口から出まかせに語っていたのが、ネタの原型となった。
名前の由来は、タモリの故郷である福岡の歓楽街である「中洲」と、「産業界のいかがわしい感じが好き」であるとして「産業」の2語を足して作られた。タモリの座付きの一人であった構成作家の高平哲郎によると、京都産業大学の学園祭へ、タモリと2人で営業に行った時に思いついたものである。
1978年7月、ラジオ番組『タモリのオールナイトニッポン』の企画として、実際に学生を集めて夏期講座が5日間にわたり開かれた。会場となったのは高田馬場駅前のFIビル6階にあったアートスペースで、教授陣としてタモリの他、赤塚不二夫、山下洋輔、所ジョージ、ツービートなどが務めた。受講資格を得るための入学試験は番組を通じて行われ、約25,000人もの応募があったが、会場のキャパシティは50〜60人だったため、毎日受講者を入れ替えることになった。
1995年4月より翌年3月まで、セント・ギガの衛星データ放送「スーパーファミコンアワー」にて、タモリがメインパーソナリティーを担当したラジオ番組『サバチーチカレッジ・タモロス博士のサンデーゼミナール』が放送されたが、開始前公表の番組名は「中洲産業大学通信課程 ～帰ってきた森田教授～」とされていた。
元：BEAT CRUSADERSのメンバーで、現：THE STARBEMSのメンバーである日高央がこの大学の教授を自称しており、自身の『オールナイトニッポン』（ニッポン放送）で「中洲産業大学」の名前を使ったコーナーを持っていた。現在でも各SNSのプロフィールに掲載している。
博多華丸は、中洲産業大学及び同大学院を卒業したと自称している。実際に、タモリが在籍していたことのある早稲田大学と提携しているというネタもある。
タモリも出演する、ほぼ日刊イトイ新聞の企画内の「はじめてのJAZZ。」「はじめての中沢新一。」等のイベントでは、いずれも「中洲産業大学&ほぼ日刊イトイ新聞 presents」と連名で冠がついている。
タモリが主宰者を務めていた、教養・バラエティ番組『タモリのジャポニカロゴス』（フジテレビ）の「漢字横綱決定戦」という企画に、タモリは早稲田大学の学生と「中洲産業大学チーム」として出場し、優勝した。この企画は、六大学の「門をくぐった」芸能人と現役の学生がタッグを組んでクイズに答えるというものであった。同福岡にある九州産業大学を揶揄した別名とも言われた。